# Kevanemobius paulistorum
Kevanemobius paulistorum is een rechtvleugelig insect uit de familie krekels (Gryllidae). De wetenschappelijke naam van deze soort is voor het eerst geldig gepubliceerd in 2012 door Bolfarini & de Mello.